# آناتولی نوریف
آناتولی نوریف (اوکراینی: Анатолій Анатолійович Нурієв؛ زادهٔ ۲۰ مهٔ ۱۹۹۶) بازیکن فوتبال اهل اوکراین است.
وی همچنین در تیم‌های ملی فوتبال Ukraine national student football team و جمهوری آذربایجان بازی کرده‌است.